# Cheverny
Cheverny ist eine französische Gemeinde mit 908 Einwohnern (Stand 1. Januar 2022) im Département Loir-et-Cher in der Region Centre-Val de Loire. In Cheverny steht das ebenfalls bekannte Schloss Cheverny. 

## Geografie
Cheverny ist etwa zehn Kilometer südöstlich von Blois und rund 15 Kilometer vom berühmten Schloss Chambord entfernt gelegen.
Der Ort liegt am Rand der Region Sologne, die ausgesprochen wald- und seenreich ist.

## Bevölkerungsentwicklung
| Jahr                       | 1962 | 1968 | 1975 | 1982 | 1990 | 1999 | 2008 | 2017 |
| Einwohner                  | 781  | 743  | 715  | 842  | 900  | 986  | 936  | 956  |
| Quellen: Cassini und INSEE |      |      |      |      |      |      |      |      |

## Weinbaugebiet Cheverny

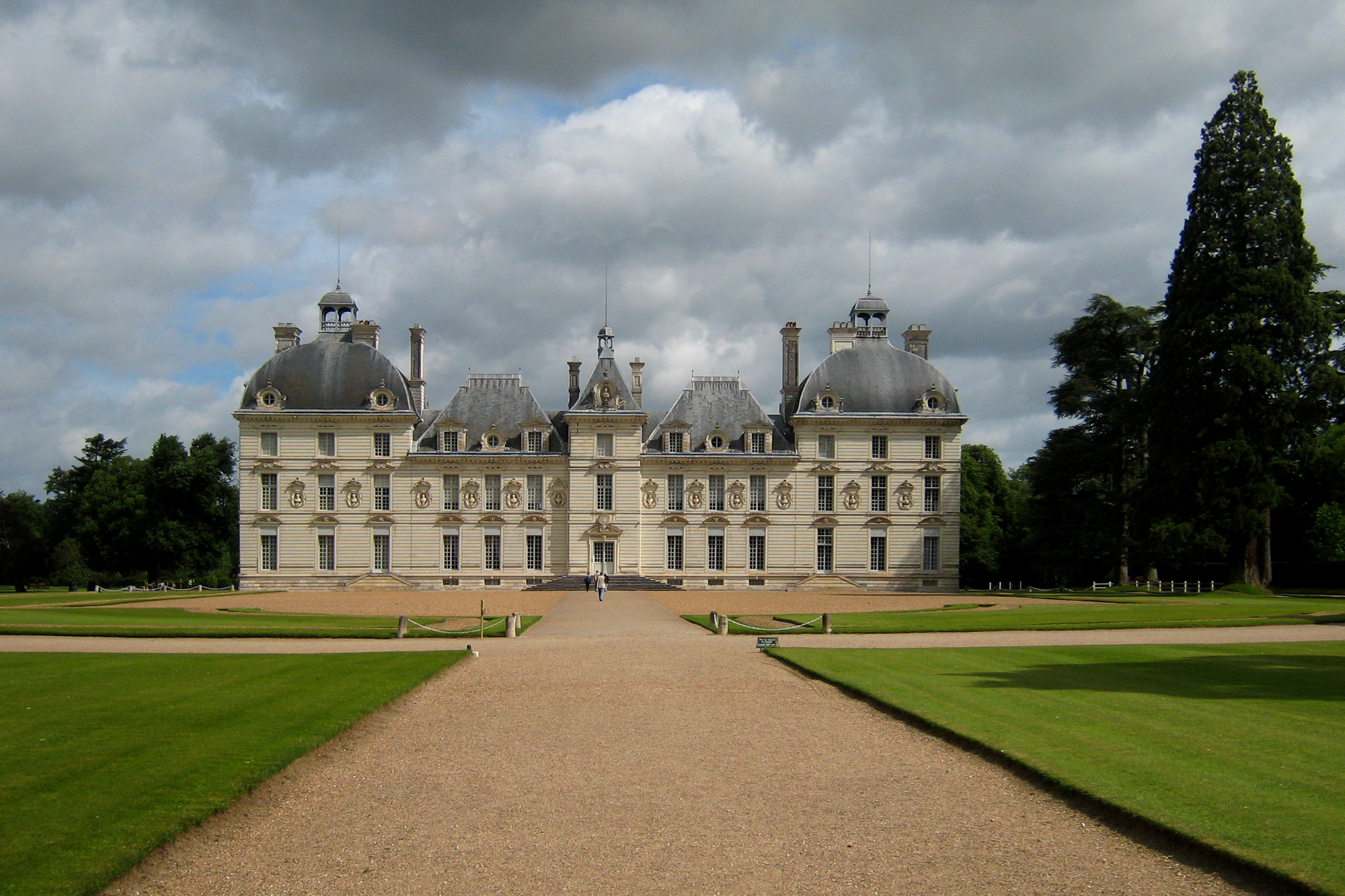
Schloss Cheverny

Cheverny gibt dem Weinbaugebiet im übergeordneten Loire (Weinbaugebiet) seinen Namen. die 2000 Hektar zugelassenen Reblandes liegen auf 24 Gemeinden verteilt. Von den 2000 Hektar sind aktuell etwa 400 Hektar bestockt. Nachdem das Gebiet 1973 definiert worden war und den Status einer VDQS erhalten hatte, stieg Cherverny am 26. März 1993 in den Rang einer Appellation d’Origine Contrôlée (AOC) auf. Gleichzeitig wurde die Appellation Cour-Cheverny gegründet, die ausschließlich der Rebsorte Romorantin gewidmet ist.
Die Weißweine des Weinbaugebiets Cheverny werden aus den Rebsorten Sauvignon Blanc (60–80 %) mit einer möglichen Beimischung von Arbois, Chardonnay oder Chenin Blanc (hier Pineau blanc de la Loire genannt) ausgebaut.
Die Rotweine werden aus Verschnitten der Rebsorten Gamay und Pinot Noir mit möglichen Beimischungen von Cabernet Franc oder Malbec (hier Côt genannt) hergestellt. Sie sind in der Jugend sehr fruchtig und angenehm zu trinken.
Die Roséweine werden vorrangig aus Gamay gemacht.